# کریستوفر چن (دانشگاهی)
کریستوفر چن (انگلیسی: Christopher Chen؛ زادهٔ ۱۹۶۸) مهندسی زیستی و محقق آمریکایی است.